# Brezovac (żupania karlowacka)
Brezovac – wieś w Chorwacji, w żupanii karlowackiej, w gminie Rakovica. W 2011 roku liczyła 6 mieszkańców.